# ミゲル1世 (ポルトガル王)
ミゲル1世（Dom Miguel I, 1802年10月26日 - 1866年11月14日 ）は、ポルトガル王（在位：1828年 - 1834年）。「絶対主義王」 (ポルトガル語: o Absolutista）、「伝統王」（ポルトガル語: o Tradicionalista）と呼ばれる。ジョアン6世とカルロッタ・ジョアキナ王妃の第6子で、3人目の王子である。
ミゲルは「四月の乱」（Abrilada）の結果亡命するが、のちに姪のマリア2世の摂政としてポルトガルに帰国し、潜在的な王配となった。摂政として彼は、ポルトガルの王位継承権を主張した。いわゆる王国基本法では、兄ペドロとその娘マリア・ダ・グロリアは、ペドロがポルトガルと戦争をし、他国の君主（ブラジル皇帝）に即位した時点でポルトガルの王位継承権は喪失しているからである。これは難しい政治的情勢につながった。その間に、多くの人々が殺害され、投獄され、迫害され亡命した。その結果権威主義的絶対主義者と進歩的立憲主義者の間で「自由主義戦争」と呼ばれる内戦を起こした。最後にはミゲルは王位を追われ、32年の余生を亡命生活で過ごすことを余儀なくされた。

## 生い立ち
ジョアン6世とカルロッタ・ジョアキナ王妃の第3王子（成年を迎えた王子のうちでは2番目）として、ポルトガル、リスボンのケルス宮殿で誕生した。資料の中には、ミゲルは母后のマリアルヴァ侯、ペドロ・ジョゼ・ジョアキム・ヴィト・デ・メネゼス・コウティーニョといった不倫の噂のあった恋人との不義の子であるかもしれないと示唆しているものもあった。ジョアン6世に近い筋の明らかな資料は、王はミゲル誕生まで2年半にわたり王妃と性交渉がなかったことを主張し、この疑惑を確認している（彼の両親は「夫婦の戦争（conjugal war）」を実行していた。その間には恒久的な陰謀に関与しており、公的に場にそろって現れるのは稀であった）。
しかしこのようなゴシップにかかわらず、ミゲルはつねに王と王妃とその他王族と宮廷と教会によって王子だと見做されていた。「婚外子説」は自由主義者のプロパガンダか王妃を中傷し、ポルトガル王家におけるミゲルとその血統の弱体化を望む王党派の著作物に起源があるかもしれない。
ミゲルはカルロッタ・ジョアキナ王妃のお気に入りの子であったことは確かである。彼女の最初の死産ののち、ミゲルは母后からもっとも多くの気配りを受けた。それは兄のペドロを上回り、彼の父よりも親密であった。
1807年、5歳のときにミゲルは、最初のナポレオンのポルトガル侵略から逃げるための王室のブラジル移転に同行した。彼は1821年に父王ジョアン6世や母后とともに帰国し、兄ペドロはブラジルの統治者として残った。
一日中ミゲルはやんちゃな子どもであった。ときには将軍の制服のミニチュアを着て見せることもあった。16歳の時に彼は急速にMata-Carvalosの周りでみられるようになった。馬上から鞭の柄で通行人の帽子をたたきながら。
彼は時間のほとんどを、下層か先住民の農家の荒くれ者と一緒に過ごした。一般に、ミゲルは母后と母の使用人に甘やかされて育った。ほかの低俗な傾向による影響を受けたのは明らかである。パルメラ公ペドロ・デ・ソウザ・ホルステインは彼について以下のように記している。
「善良な者のなかでは善良な人になるが、悪い連中のなかではその上を行くワルになる」

## 反乱

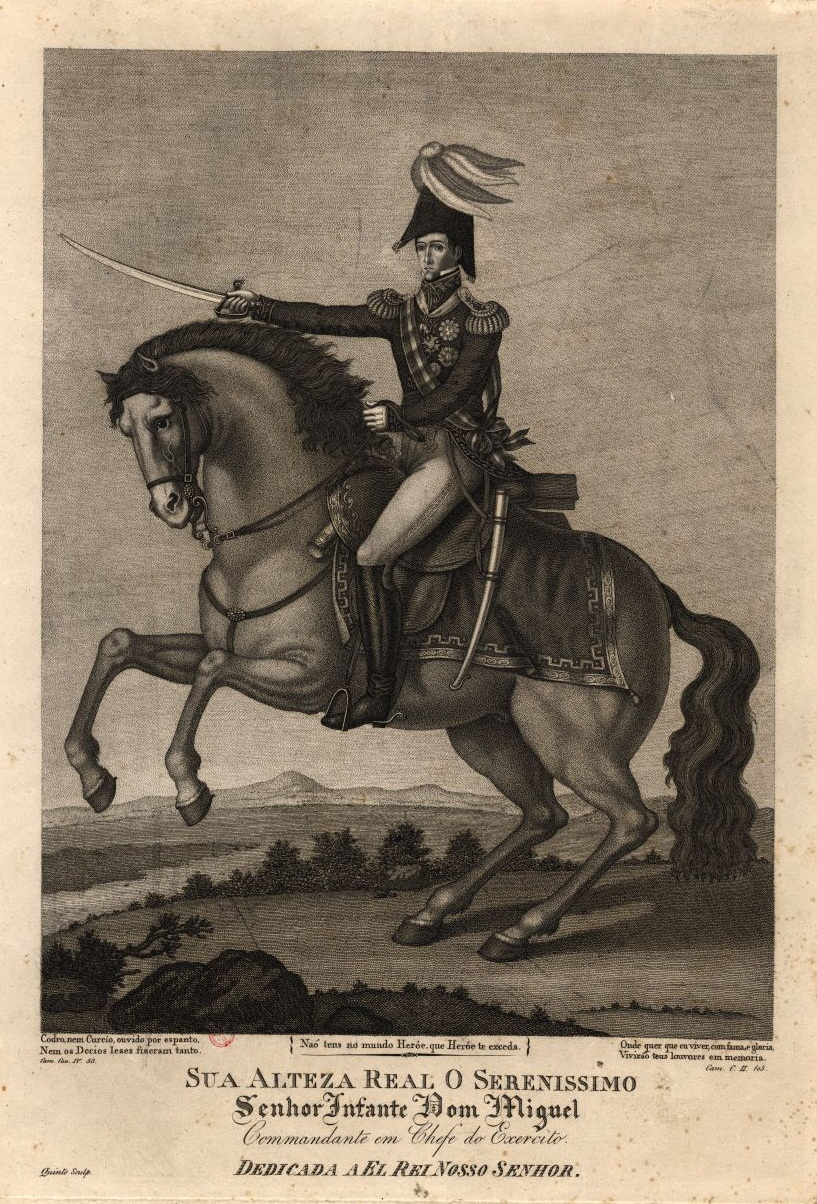
Miguel I around age 21, c.1823

ミゲルは公然の保守主義者であり、メッテルニヒの信奉者であった。メッテルニヒは1820年代の自由主義革命においては反動的なものとして言及される。
「読み書きのできない人々の最後の言葉が、剣である―それが立憲主義の原理の良き要素だと！…イギリスの憲法は数世紀にわたる法令の制定の積み重ねの賜物である。この世に世界共通の憲法の作り方などない」
ミゲルは20歳のときに、1820年自由主義革命ののちに設立された自由主義政府に最初の挑戦をした。これには王妃も一役買っていたかもしれない。彼は1823年の反革命のさきがけであり、「ヴィラフランカーダ（Vilafrancada）」として知られていた。それは1823年5月27日にw:Vila Franca de Xiraで勃発したからである。はじめ、ミゲルは第23歩兵連隊と一緒になった。これを指揮するのはヴィラ・フランカの Ferreira Sampaio（のちのサンタ・モニカ子爵）准将であり、彼はヴィラ・フランカで絶対主義支持を宣言した。彼はすぐにパンプルーナ将軍（のちのスブセッラ侯爵）を呼び、一緒に反乱を起こした。将軍は自由主義憲法を支持していなかったので、召喚に応じ、5日以内に反乱軍を統制した。母后の支援を受けたミゲル王子は、王の退位を要求するべく、より遠くへと行った。ヴィラ・フランカで絶対主義勢力の支援者が成長しているにもかかわらず、王は先にした誓約に忠実で、1822年憲法を維持したかった。ミゲルと王妃は議会制度転覆に関心を示しており、スペインでの絶対主義復帰（神聖同盟とフランス軍が自由主義勢力を破るためにスペインに侵略した）に触発されており、彼らは党派を搾取し、外部の反動派とともにポルトガルの自由主義コルテスを転覆しようとたくらんでいた。
しかしパンプルーナ将軍は王に対して忠実であり、自身は王に逆らうつもりはないことを明確にし、王子に父王の償還に従うことを助言した。王みずからヴィラ・フランカに赴き、そこで軍と王子の恭順の意を受けた。しかし彼は1822年憲法の廃止した状況を利用し、コルテスを廃止した。多くの自由主義者が亡命した。ミゲルはリスボンに凱旋したが、王は完全に統治能力を失っており、退位を求める反動主義者に敗北した。
「ヴィラフランカーダの変」ののち、ミゲルはサモラ・コレーア伯に叙され、陸軍最高司令官に任命された。しかし王妃は、ジョアン6世の自由主義者や穏健派への寛大な態度を継続や、王がパルメラ公とより穏健派だと目されているパンプルーナといった大臣らの影響を受けたり、輔弼され続けることを容認しなかった。
1824年2月28日、サルヴァテッラでルーレ侯の、ミゲルか彼の友人が関与したとの疑惑のある、謎めいた死は、当時の不安定な時代の兆しであった。ミゲル王子はつねに母后の影響を受けていた。2か月後の4月30日、陸軍最高司令官として彼は軍を集め、フリーメーソンによる王暗殺の陰謀の存在を口実に、大臣その他要人の逮捕を命じ、父王をベンポスタ宮殿に幽閉した。そこでミゲルは「王の生命の安全を確保し守る」ことができた。「四月の乱」と知られるこの政変は、外国勢力の多くを憂慮した。外国の外交団（とくにベレスフォード元帥）は、王は王子の囚人となったと理解し、ベンポスタ宮殿に行き、王をイギリス軍艦 Windsor Castle に乗せようとした。甲板に、王はミゲルを召喚し、彼を陸軍最高司令官から罷免して、すぐに彼をウィーンに追放した。ウィーンに彼は3年以上を過ごした。

## 亡命と帰国

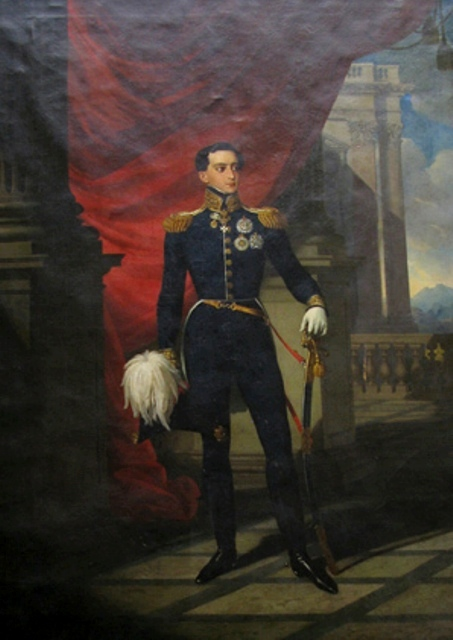
22歳のミゲル。（1824年）

ウィーンにいる間に、彼はクレメンス・メッテルニヒの客人かつ友人として遇された。その間、1826年3月10日に、父ジョアン6世が崩御し、ミゲルの兄ペドロがペドロ4世として即位した。しかしペドロはブラジル皇帝としてすでに在位しており、したがって自身の娘マリア・ダ・グロリアに譲位するために退位した。マリア・ダ・グロリア、ポルトガル女王マリア2世は幼君であった。彼は摂政に自身の妹イザベル・マリアを任命した。ペドロは既に、自分たちの母親からあらゆる継承も受けないままで1822年にブラジルを離れたミゲルを脅かそうとしていた。ジョアン6世の死ののち、ペドロはいったんは王家の中の不和を修復し、マリア・ダ・グロリアの王位継承権を、立憲君主制を確立した新しい自由主義憲法「憲章」の下でミゲル（当時25歳）に摂政に就任するよう申し出ることで確保しようとした。この体制のもと、マリア2世とミゲルは、マリアが成人すれば結婚することになっていた。それまではミゲルは彼女の摂政を務めることになっていた。新しい憲法は立法、行政と司法との間に緩やかな王権を付与しており、100人からなる「貴族院」（Câmara dos Pares：貴族と司教と大司教から構成）、王の拒否権と間接選挙を導入していた。ミゲルは兄からの提案を受諾し、憲法の順守を宣誓し、わずか9歳の女王が結婚可能年齢になるまで待った。
イザベル・マリアの摂政府はきわめて不安定であった。すなわち不和が政府の上に君臨し、自治体の評議会なかには党派があり、閣僚間には対立があり、ついにサルダーニャ将軍の辞職後にリスボンで反乱が起きた。イザベラ・マリアの重病により、ペドロは弟ミゲルに王国をゆだねることで解決しようとした。ミゲルは受諾に関してだけは大変熱心であった。1827年にミゲルに新しい役職を与える布告が出された。そして彼はウィーンからリスボンに出発した。
リスボンにもどる途上で、彼は1827年12月30日にイギリスを訪問し逗留した。彼は海軍提督のクラレンス公（のちの国王ウィリアム4世）と彼に会うためにドックまでやってきた他の貴族院議員と面会した。不人気なトーリー政権を率いることになるウェリントン公は、彼らがミゲルに、ペドロが考案した憲法上の枠組みをうけいれることに良い影響を与えることを希望し、この訪問を立憲君主制の伝統の促進に使用した。迎賓館での昼食の後、彼は側近と騎兵将校の護衛が付いた立派な馬車に乗りロンドンのウェストミンスター宮殿に赴いた。そこでミゲルは群衆に迎えられた。ロンドンでは彼はアーリントン通りのダドリー卿の宮殿に滞在した。そこで彼はコンサートへ行き、お狩場でキジを狩り、公共事業（その一つが建設中のタミサトンネルであるが、皮肉なことに彼の訪問後、このトンネルは崩壊してしまう）を視察し、新しい友人と知己を得た。大臣、大使とジョージ4世の大臣、大使と市長らなどといった一般に貴族と呼ばれる人たちとである。
大晦日に彼はウィンザー城の王を訪問し、盛大な宴会の饗応を受けた。その後、ルートランドハウスでミゲルはイギリス在住のポルトガル人から記念メダルを受けた。イギリス訪問中は彼は厚遇されていた。

## 摂政

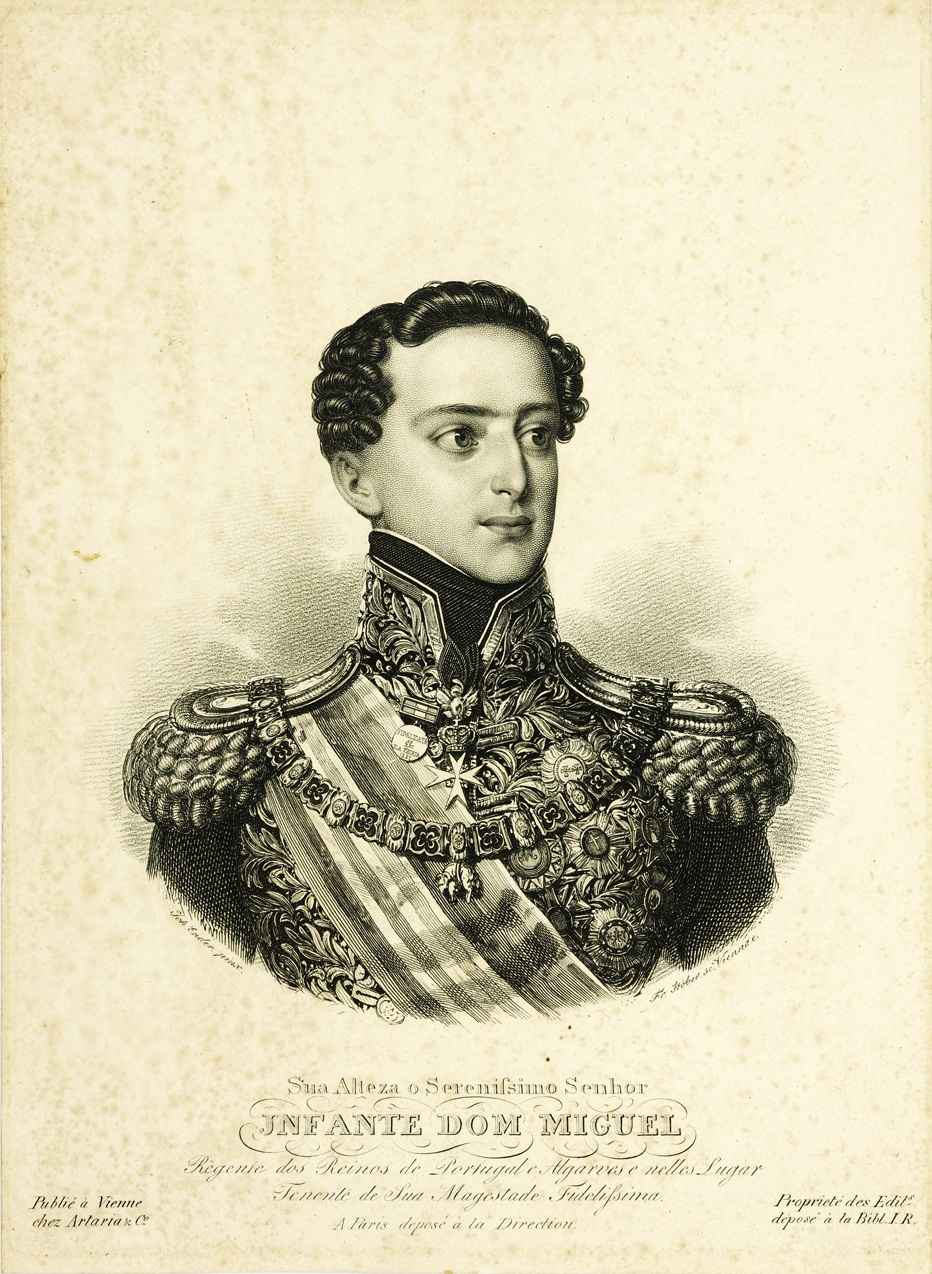
26歳のミゲル（1828年）

1828年、1月13日にミゲルはロンドンを出発し、ストラトフィールド・セイでのウェリントン公のカントリーハウスでしばし過ごし、彼はプリマスからリスボンに帰ることになった。しかし2月9日悪天候で彼はポルトガルの戦艦ペローラ号でしか利用することができなかった。イギリスの船2隻が同行した。1月22日には「Gazeta de Lisboa」が司法大臣（Ministério da Justiça） からの公開書簡を発表し、そこでは法律に反しない限りは、歓呼で迎えることを許可した旨が書かれていた。2月22日に王子の船がリスボンに到着すると、午後2時からテージョ川沿いの船や丘の上の大砲が礼砲を打ち、教会の鐘が鳴らされた。ペローラ号が到着すると、川は船であふれかえった。
新摂政は既に足場が整えられているコメルシオ広場で下船することが期待されたが、ミゲル自身はサンタマリア・デ・ベレンで下船するのが好ましいと思っていた。ミゲルの母が、王子を迎えに行くために船頭を遣わし、その船頭は『王子がどこに忠誠心を置くのか教えるために、リスボンに到着したら母に会いに来るように』という伝言を携えていたと考えられている。岸辺には地元の人々が摂政を勇気づけるために歓声を送っていた。教会の鐘が鳴らされ、勇気づける賛歌が路上で歌われた。アジュダ宮殿への凱旋行進は沿道にシルクの国旗が飾られ、女たちは花束を投げ込んだ。どこでも市民の多くが「ドン・ミゲル、われらの絶対君主万歳（"Viva o Senhor D. Miguel I nosso rei absoluto"）」と叫んでいたが、それに混じり「ドン・ミゲルに死を」「自由主義憲法に死を」という物騒な声もあった。しかしミゲルの役割ははっきりと、最初のリスボンの夜で線引きされた。彼は摂政として、女王マリア2世の名の下で統治する。マリア2世が結婚適齢期に達したら、ミゲルはマリア2世の王配となる。それからミゲルはペドロの定めた「憲章」と、摂政の条件として彼が受諾したものに適合する統治を行う義務を負う（彼はその原理に同意しておらず、その代わりに絶対君主制を支持していた）。
2月26日、コルテス、貴族議員にミゲルのブラジル時代の友人のような外国使節団の居並ぶ（母后が注意深く画策した）アジュダ宮殿で摂政の叙任式が始まった。一時に、ミゲルは妹の摂政イザベル・マリアとともに宮殿に入場し、公式に摂政の位がイザベル・マリアから新摂政ミゲルに手渡された。同じ座にある彼ら摂政2人の壮観な光景のあと、王女は摂政職の移譲の宣誓をし、優雅にその場を離れた。ミゲルは聖書において、憲法を守る宣誓を書かれた書面を提示された。それは彼に以下のようなことを引き起こした。
「…混乱し、彼はそれを読もうとしないあるいはしぶしぶ読んだ」
彼が実際に宣誓をしたかどうかがはっきりしなかった。なぜなら、はっきりした発声や明瞭な言葉でなさらなかったので。しかも誰も、彼がミサ教書に接吻をするところを見たことがないのである（カダヴァル公はこの式典の王子について言葉をぼかしたので）。
リスボンでの儀式を見たカーナヴォン卿はこの場面の結論を書いている。
式が進む間、…彼の顔つきは陰鬱であり、彼には、決まりの悪いの部分を、ほぼ不承不承している役者のぎこちない態度であった。私は、彼の陰鬱な表現、不完全な態度でなされた宣誓、奇妙で、急いで隠すよう全体的な外観に憲法が不運に接近しているな、と読んだ。
3月1日に、リスボン市民の中には自由主義政治家と抵抗者の多くを激怒させた。ミゲルを絶対君主にするべく宮殿に集まった。彼の摂政の称号を帯びさせ、彼は夕方に国務大臣を任命した。すなわちヌノ3世アルヴァレス・ペレイラ・デ・メロ（カダヴァル伯）、ジョゼ・アントニオ・デ・オリヴェイラ・レイテ・デ・バロス（後のバスト伯）、フルタド・ド・リオ・デ・メンドーサ（7代バルバセナ子爵および2代バルバセナ伯）、ジョゼ・ルイス・デ・ソウザ・ボテーリョ・モウラン・エ・ヴァスコンセロス（ヴィラ・レアル伯）、ロウサー伯である。1週間中に、王子と母后が旧敵と自由主義のシンパを「王室から一掃した」ので、多数の穏健派の陸軍将校が退けられ、地方に軍事政府に成立した。

## 国王

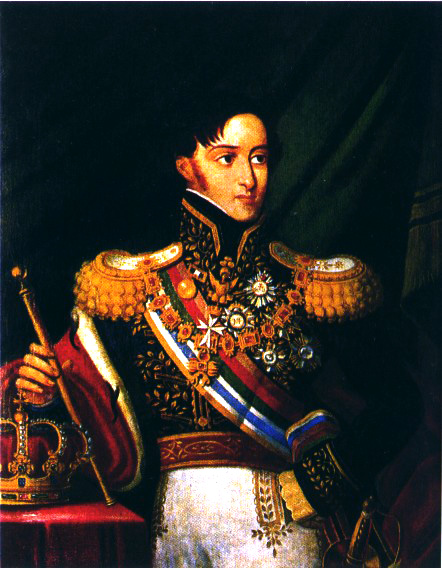
27歳ごろのミゲル1世（1829年頃）

### 反動政治
1828年3月13日、ミゲルはコルテスを、憲法で規定された新たな選挙の実施を宣言せずに解散した。地方の評議会、貴族、聖職者 や主だった市民の中には憲法の取り消しと、王として即位することを要望する者もいた。自由主義派による最初の流血があったが、この時にコインブラ大学からの派遣団（表向きはリスボンにミゲルに表敬訪問することになっていた）が3月18日に怒りっぽい学生に殺害されたのである。4月25日に、大学の評議員会は布告を出し、その中でミゲルに王位に即くよう要請した。これは自由主義者と絶対主義者との間の問題をあおっただけである。ブラジルの独立のせいで、ミゲルの支援者はミゲルこそがポルトガルの正統な王位継承者と見做していた。自由主義者にとってはミゲルの名は侮蔑の対象であったが、絶対主義者にはその名は尊敬すべきものであった。しかしミゲルの治世はすぐに、残酷で、ほとんど専制的な統治、そのいくらかは彼の性格によるもので規定された。しかし他の者たちが、それらを母后カルロッタの悪意に属するものと考えた際には、彼の部下の不正を非難する者もいた。

### 国王戴冠
1828年5月3日、新しい貴族院のためにペドロによって指名された多数の貴族らが、Lafões公の宮殿に集まり、ミゲルを招き、ミゲルの合法的な王位継承を決する観点からThree Estates（3つの身分）からなる新たなコルテスを招集するよう要請した。そのようなコルテスは6月にアジュダ宮殿で開会され、そこでヴィゼウ大司教は「摂政殿下は戴冠すべきです」と提案した。なぜなら「全知全能の手は、陛下を万民を救うためにドナウの岸辺からテージョの岸辺へと導かれたからです」と。7月7日、ミゲルは絶対君主として即位し、7月15日にコルテスは閉会した。

### 自由主義者の反乱
ほどなく、ポルトの駐屯軍が反乱を起こし、地方軍事政権を成立させた、自由主義の反乱を守るためにコインブラに進軍した。しかしこの軍を指令する将軍は優柔不断で、ミゲルは軍を督励することができ、義勇軍大隊を創設しポルトを封鎖した。自由主義のサライバ将軍がミゲル主義者のポヴォオアス将軍に射殺されたときに、ラゴシュでも同様の反乱が未遂であったが、すぐに破棄された。このような情勢の中、ジョアン・デ・サルダーニャ とペドロ・デ・ソウザ・ホルステイン（立憲軍を導くために「ベルファスト」に乗ってイギリスからポルトガルに来航した）は自由主義派の敗北を判定した後すぐに着手した。
自由主義軍はガリシアへと逃げ込み、そこで次の動きを待ち望んでいた。前の摂政府には少数ながら強力な立憲王政の支援者がいた。イザベラ・マリア王女は意志薄弱な大臣あるいは無能な者たちに支援されており、個人的にはミゲルに対抗するには臆病であった。自由主義のエリートと彼らの支援者は亡命した。ポルトガルの全域が君主権を承認した。マデイラ諸島とテルセイラ島を除いては。マデイラ諸島は容易に征服できたが、テルセイラ島は自由主義者のもとに留まった。

### 白色テロ
ミゲル支持者の反対派を告発する過剰な熱意は、ミゲルの治世を暗いものにした。1829年3月6日のw:Cais do Sodréの自由主義派の暴動では、モレイラ准将と彼の将校と支援者は皆銃剣を振るった。5月7日、反乱を起こしたポルトの駐屯兵らは処刑された。いくつかのケースでは地域住民がこれら恐怖と報復措置に貢献した。ヴィラ・フランカ・ダ・シラのように、自由主義にシンパを感じたもの70人の暗殺した例もある。これらの行動はミゲルの大臣によって否認されたが、バスト伯はその一人ではなかった。ケルス子爵、医者でミゲルの親密な友人である彼でさえw:Alfeiteへ亡命した。報復殺人を異口同音に叫ぶを者らと一緒になるために。しかし、母后は自由主義者への攻撃の支援を継続し、王権強化のためにこれら行動に意欲的であった。1830年4月7日に、彼女が死去したのちも、多くの残虐行為が、ミゲルの名の下で継続され、それらの中にはポルトガルの政治に介入する外国に対するものもあった。

### 外国の介入
スペインと教皇庁とイギリスはミゲルを王として承認していたが、王国にたいする公の支援は少しだけであった。ミゲル主義者の政府が、嫌がらせでイギリスとフランス国民を苦しめた不心得は彼らを抗議へと挑発した。とうとう、フランスのルイ・フィリップ（彼はイギリスのように外交的利害を持っていない）にアルバン・ルサン提督は行動をとるように命じられた。彼はテージョ川をさかのぼり、8隻のポルトガルの船舶を拿捕した。1831年7月14日に条約を強制的に課した。
しかしミゲル主義者の報復措置は継続した。刑の宣告が24時間以内に行われた。リスボンの第4歩兵科は8月22日23日に29の処刑が行われ、1831年には一度だけ処刑が行われたと記録してある。

## ポルトガル内戦

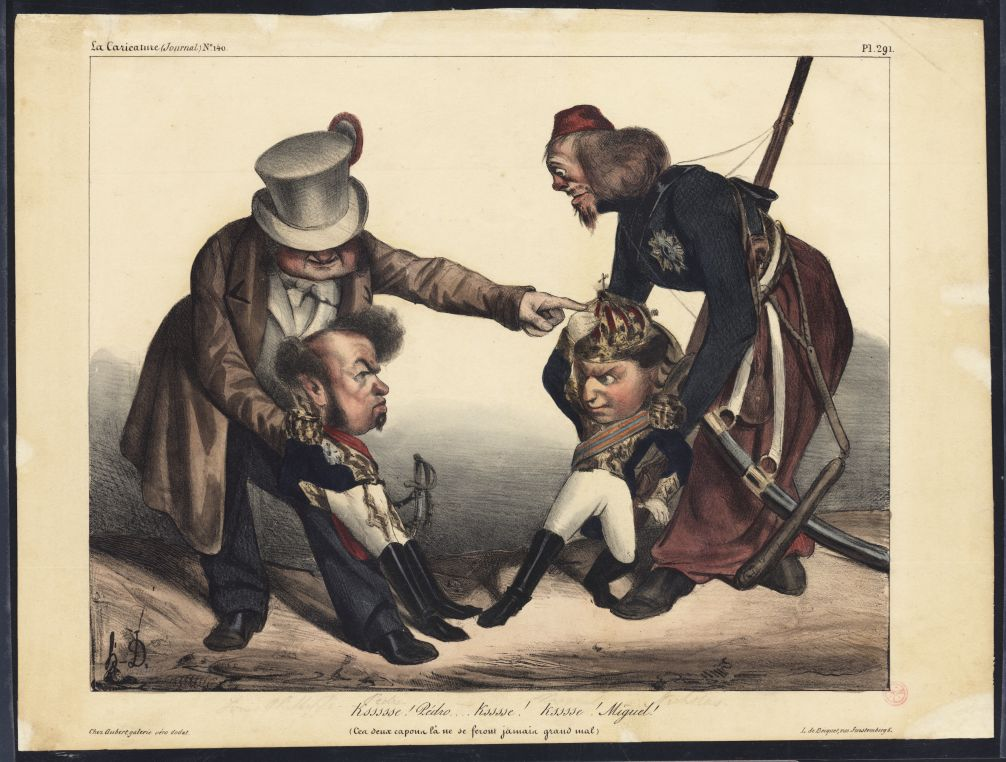
当時の諷刺画。紛争を「兄弟げんか」として描き、大国が後ろ盾についている。

アゾレス諸島のテルセイラ島はマリア2世への忠誠を維持した。立憲政府はここに亡命政府を置いた。当初は、イギリス艦船との戦いで、サルダーニャ伯は島に到達することができなかった。しかしテルセイラ公は1831年までに自由主義派はアゾレス諸島全域を制圧した。
ブラジル皇帝を退位したペドロは、1831年に自身を自由主義派の旗頭にし、すぐに占領したポルトの近くのミンデロから上陸し、アゾレス諸島からポルトの北部ポルトガルへの侵略計画を立ち上げた。しかしミゲル軍は手ごわく、最善の体制をとっており、専属の義勇軍と熱狂的な民兵を伴っていた。彼らはたやすく都市を囲み、包囲戦に持ち込んだ。ポルトの防衛は継続されたため、ミゲルは1833年4月に自ら赴き解決しようとした。しかしその間に、リスボンはテルセイラ公の手に落ちた。公は早くにポルトから離れチャールズ・ジョン・ネイピア指揮の自由主義派の艦隊に乗り、アルガルヴェで下船し、アレンテージョへミゲル主義派の将軍テレス・ジョルダンを破るために進軍し、7月24日に市を攻略した。サン・ヴィセンテ岬沖でミゲル主義派の艦隊を破った後、ネイピアは北部でテルセイラ公の船と一緒になり、テージョ川の統制下に置いた。
ミゲルは、フランスのブルモン将軍の支援を受けていた。将軍はシャルル10世の没落後は、多くの王党派とともにポルトガル王（ミゲルのことである）支援に駆け付けた。彼はのちに、スコットランドのラナルド・マクドネル将軍が後任となり、彼はミゲル主義派の軍を包囲化下のリスボンから撤退させ、難攻不落のサンタレンの丘へと移動させた。そこにミゲルは作戦の本部を構えた。
戦闘は真剣に続いた。アルカセルではミゲル主義派はいくつかの平野を攻略したが、すぐにサンタレン市内のペルネスとアルモステルがサルダーニャ将軍に奪われた。1834年2月18日の後者の戦闘はこの内戦では最も暴力的で血なまぐさいものとなった。最後には、政治がミゲルの運命を決した。モリナ公カルロスとの同盟はフェルナンド7世のシンパを遠ざけた。彼らはマリアの王位を主張したのである。そして、彼らはフランス政府、イギリス政府同様にペドロと女王との4倍の同盟軍になるのである。
ドン・カルロスと小規模な軍を追跡し、スペインのロディル将軍はポルトガルに侵入した。同時に、テルセイラ公が1834年5月16日アッセイセイラの戦いに勝利し、ミゲルの体制に致命的な打撃を与えた。ミゲルはサンタレンから逃げ、エルヴァス方面に南西に動いた。ミゲルがエヴォラに向かう際に、彼の将軍らは軍事評議会で投票し、停戦し、講和を訴えた。ミゲルはこの決定を受諾した。
3年にわたるポルトガル内戦ののち、1834年5月26日に「エヴォラモンテの譲歩」でミゲルは退位を強制された。カルロスはイギリスに移送された（彼はのちに秘密裏にスペインに帰国する）。1834年6月1日、ミゲルはイギリスの戦艦に乗り込み、シーネスからジェノヴァへ向かった。彼は亡命生活を最初はイタリアで過ごした。それからイギリス、最後にドイツへと移った。彼はポルトガルに戻ることはなかった。

## 亡命

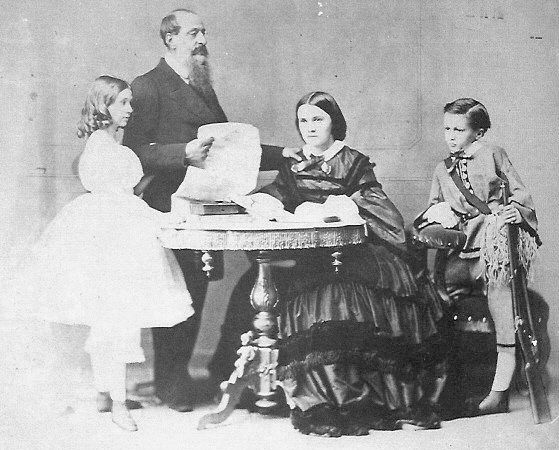
ミゲルとその妻と子供たち。

1834年のポルトガルのコルテスは即刻死刑にするにあたり、ミゲルとその子孫全てをポルトガルから追放した。1838年憲法（第98条）は、無条件に傍系のミゲルの血統を王座から除外した（1842年の憲法の回復により強制力はなくなったが）。「1834年法」は1950年5月に廃止されるまで有効であった。亡命中、ミゲルはブラガンサ公であると同様にヴィラ・ヴィソサ侯、アライオロス伯、バルセロス伯、ネイヴァ伯 およびオウレン伯として知られた。
1837年1月15日、第1次カルリスタ戦争のさなか、スペインのコルテスはミゲルをスペイン王室の王位継承者から除外した。彼の母方の伯父カルロス（初代カルリスト）とともに反乱を起こしたとの理由である。ミゲルの姉マリア・テレザ・デ・ブラガンサと彼の甥も継承権を失った。
ミゲルは余生を亡命生活で過ごし、ポルトガルの政治から移動し、彼の人柄はラジカルなものに変わっていった。後年、彼は恰幅の良いひげを蓄えた家長となり、かつてのカウボーイのような姿は失われた。彼は「エヴォラモンテの譲歩」の文言に同意することを拒否し、それによってポルトガル政府からの豊富な年金は失われた。彼は貧窮した亡命者として、ローマに一度暮らした。教皇グレゴリウス16世が用意したアパートに暮らした。教皇は彼にわずかの月々の生活資金を与えた。1851年、イギリスで数年すごしたのち、彼は南ドイツのバーデン大公国に行き、アーデルハイト・フォン・レーヴェンシュタイン＝ヴェルトハイム＝ローゼンベルクと結婚した。彼らは、かつてのブロンバッハのシトー会修道院で暮らし、7人の子どもを育てた。寡婦となってからアーデルハイトは娘全員を無難で有利な条件で縁組させることに成功した。ヴィクトリア女王のように、ミゲルは「ヨーロッパの祖父」として知られるようになったが、これは本人の死後のことである。
ミゲルはブロンバッハで狩りに興じていた1866年11月14日に死去した。彼はバイエルン王国のグロースハウバッハのエンゲルベルクにあるフランシスコ修道会にある、妻の家族の納骨所に埋葬された。1967年に彼と妻の遺体（その後イギリスのワイト島のライドに安置された）は、リスボンのサン・ヴィセンテ・デ・フォーラ修道院のブラガンサ家霊廟に改葬された。

## 家族
オーストリア亡命中、レーヴェンシュタイン＝ヴェルトハイム＝ローゼンベルク公子コンスタンティンの娘アーデルハイト（アデライデ）と結婚し、1男6女をもうけた。
- 長女：マリア・ダス・ネヴェス（1852年 - 1941年） - スペインのカルリスタ王位請求者、サン・ハイメ公アルフォンソの妻
- 長男：ミゲル（1853年 - 1927年） - ポルトガル王位請求者ドゥアルテ・ヌノの父
- 次女：マリア・テレザ（1855年 - 1944年） - オーストリア大公カール・ルートヴィヒ妃
- 三女：マリア・ジョゼ（1857年 - 1943年） - バイエルン公カール・テオドール妃、ベルギー国王アルベール1世の妃エリザベートの母
- 四女：アルデグンデス（1858年 - 1946年） - パルマ公ロベルト1世の弟バルディ伯爵エンリコの妻
- 五女：マリア・アナ（1861年 - 1942年） - ルクセンブルク大公ギヨーム4世妃、マリー＝アデライド、シャルロットの母
- 六女：マリア・アントニア（1862年 - 1959年） - パルマ公ロベルト1世妃、オーストリア皇后ツィタの母